# 야후! 메일

야후! 메일 로고.

야후! 메일(Yahoo! Mail)은 야후!가 제공하는 웹 메일 서비스이다. 인터넷 상에서 가장 많이 쓰이는 전자 우편 제공업체이며, 260,000,000 명의 사용자를 보유하고 있다. 야후! 메일은 윈도 라이브 핫메일, Gmail, AOL 메일과 경쟁하고 있다.
야후! 메일에는 두 가지 버전이 있다:
- 새로운 야후! 메일
- 야후! 메일 클래식

사용자들은 인터넷 환경과 이용 선호도에 따라 두 가지 버전을 마음대로 선택하고 바꿀 수 있다. 야후!는 무제한 용량을 제공하는 최초의 전자 우편 제공업체이다.

## 새로운 야후! 메일의 기능
- 야후! 일정 통합
- 야후! 메신저 통합
- 윈도 라이브 메신저 통합
- 일부 국가에서 SMS 문자 메시지
- 키보드 단축키
- 무제한 용량
- 개선된 검색 기능

## 야후! 메일의 일반 기능

### 무료 버전
- 1TB 메일 용량
- 25 MB 파일 첨부 용량
- 스팸, 바이러스로부터 보호
- 전자우편 계정을 작업하는 동안 화면에 광고 표시
- 미국을 제외한 일부 국가에서 POP3 지원. 플러스 계정으로 업그레이드해야 SMTP를 사용할 수 있음.
- 6개월 동안 로그인하지 않은 계정은 사용이 잠정 중단됨. 다시 활성화할 수 있지만, 편지함 안에 있는 편지는 모두 잃게 된다.
- 중국어 버전의 야후 메일!은 3.5기가바이트에 20 MB 파일 첨부 용량을 지원한다.
- 장기간 사용자에게는 더 많은 기능을 제공받을 수 있다.

### 비즈니스
- 무제한 메일 용량
- 10 이메일 할당.
- 35달러를 지불하면 5개의 맞춤식 전자 우편 주소와 도메인 이름을 사용할 수 있다.
- 야후! 메일은 전자 우편에서 주소와 전화 번호에 밑줄을 그어 줌으로써, 사용자가 주소록에 이러한 항목을 추가할 수 있다.

## 참조
1. ↑  Brownlow, Mark (2008년 2월). “Email and webmail statistics”. Email Marketing Reports. 2007년 3월 16일에 원본 문서에서 보존된 문서. 2007년 3월 21일에 확인함.